# Edgefest
Edgefest – coroczny festiwal muzyczny mający miejsce w Nowej Zelandii. Najwięksi sponsorzy tego wydarzenia to Coca Cola Company i Vodafone. 

## Skład zespołowy (2004-2006)

### Edgefest 04
(12 marca 2004)
- Alien Ant Farm
- Yellowcard
- Shihad
- Jamelia
- Scribe
- Blindspott
- Elemeno P
- The Feelers
- Zed
- Nesian Mystic
- Che Fu & The Krates
- Steriogram

### Edgefest 05
- Chingy
- Grinspoon
- The Feelers
- Opshop
- 48May
- Blindspott
- Steriogram
- Goodnight Nurse
- P Money
- Dei Hamo
- Savage
- Misfits of Science
- Fast Crew

### Edgefest 06
(25 marca 2006)
- P.O.D.
- Mattafix
- The Presidents of the USA
- The Living End
- Thirsty Merc
- Goodnight Nurse
- Elemeno P
- Savage i Aaradhna
- Nesian Mystic
- P Money i Frontline